# 莫尔塔涅欧佩什区
莫尔塔涅欧佩什区（法語：Arrondissement de Mortagne-au-Perche）是法国诺曼底大区奧恩省的一个区。该区在2017年1月奥恩省的区重组之后辖有151个市镇。